# 荃灣公立何傳耀紀念小學
荃灣公立何傳耀紀念小學（英語：Tsuen Wan Public Ho Chuen Yiu Memorial Primary School），為香港荃灣區一所津貼小學，於1927年以鄉村學校形式創立，1980年遷至現址。

## 歷史[2]
此校前身為荃灣鄉紳陳永安開辦的全灣公學，於1927年由其本人於三棟屋村開辦的「南園書舍」及老圍村「翠屏書室」合併成立，並沿用前者校舍。至1939年，此校首次更名為荃灣公立學校，並建立校董會。
由於原址空間不足，時任校監、荃灣鄉事委員會主席何傳耀於1954年發起籌款，於木棉下村大營頂興建第二代校舍，三年後部分竣工。
1971年，校董會決定增辦中學部，其後於上述校舍加建兩層，而有關工程於1978年竣工。不久，因政府於大營頂徵地興建地鐵車廠，此校中、小學部曾向政府爭取原址保留，經商議後改獲分配同區石圍角邨一組中、小學校舍作安置，並於1980年中遷入；而在重置前，此校小學部需借用同區寶安商會王少清中學校舍上課，為期半年。
而在1972-2002年間，此校曾一度分為上、下午校，直至2002年才恢復為全日制，並維持至今。
2006年，此校正式改為現名，但辦學團體名稱維持不變。

## 校舍
現存校舍為一所經擴建的「火柴盒」小學，不計地下共設7層，設有24間課室及各特別室。校舍曾於1997年，按「校園改善計劃」加建七樓及升降機。

## 歷任行政人員[7]

### 校監
- 1927年-1945年：陳永安 先生（創校校監暨校長）
- 1945年-1970年：何傳耀 先生
- 1970年-？：何子平 先生[8]
  - 陳浦芳 先生（署任校監）[9]
- 何大偉 先生[10]
- 陳玉光 先生[2]
- 楊建林 先生（現任校監）[6]

### 校長

#### 上午校
- 1972年-1982年：陳文芳 先生[11]
- 1982年-2002年：曾弍慶 先生（後轉為全日制校長）

#### 下午校
- 1972年-？：鄧漢良 先生[11]
- ？-2002年：陳仕成 先生[8]

#### 全日
- 1927年-？：陳永安 先生（創校校長）
- ？-1959年：梁天培 先生
- 1959年-1972年：吳知仲 先生
- 2002年-2009年：曾弍慶 先生[10]
- 2009年起：朱慧敏 女士[12]

## 校友
- 潘耀焯：退役香港職業足球員

## 註解
1. ↑  2024/25學年[1]

## 外部連結
- 荃灣公立何傳耀紀念小學官方網頁